# Lommedalen
Lommedalen er et byområde længst mod nord i Bærum Kommune, Akershus i Norge.